# Canton de Savignac-les-Églises
Le canton de Savignac-les-Églises est une ancienne division administrative française située dans le département de la Dordogne, en région Aquitaine.

## Historique
Le canton de Savignac-les-Églises, appelé canton de Savignac dans un premier temps, est l'un des cantons de la Dordogne créés en 1790, en même temps que les autres cantons français. Il a d'abord été rattaché au district d'Excideuil avant de faire partie de l'arrondissement de Périgueux.
De 1833 à 1848, les cantons de Savignac et de Thenon avaient le même conseiller général, le nombre de conseillers généraux étant limité à 30 par département.

### Redécoupage cantonal de 2014-2015
Par décret du 21 février 2014, le nombre de cantons du département est divisé par deux, avec mise en application aux élections départementales de mars 2015. Le canton de Savignac-les-Églises est supprimé à cette occasion. Six de ses quatorze communes sont alors rattachées au canton d'Isle-Loue-Auvézère (bureau centralisateur : Excideuil). Quatre communes (Antonne-et-Trigonant, Cornille, Escoire et Sarliac-sur-l'Isle) sont rattachées au canton de Trélissac, trois autres (Ligueux, Négrondes et Sorges) au canton de Thiviers, et la dernière (Le Change) au canton du Haut-Périgord Noir (bureau centralisateur : Thenon).

## Géographie
Ce canton était organisé autour de Savignac-les-Églises dans l'arrondissement de Périgueux. Son altitude variait de 89 m (Antonne-et-Trigonant) à 275 m (Coulaures).

## Représentation

### Conseillers généraux de 1833 à 2015
| Période | Période                   | Identité                                    | Étiquette                | Qualité                                                                                         |
| ------- | ------------------------- | ------------------------------------------- | ------------------------ | ----------------------------------------------------------------------------------------------- |
| 1833    | 1842                      | Jean Antoine Festugière                     |                          | Négociant Maire de La Boissière-d'Ans                                                           |
| 1842    | 1848                      | Hugues Étienne Déveaux                      |                          | Notaire à Cubjac                                                                                |
| 1848    | 1852                      | Henri de Malet de Sorges                    |                          | Auditeur au Conseil d'État, conseiller à la Cour royale de Bordeaux Propriétaire à Sorges       |
| 1852    | 1855                      | François de Lestrade de Conty               |                          | Propriétaire du château de Conty Maire de Coulaures (1836-1848, 1849-1869)                      |
| 1855    | 1864                      | Bertrand Odon Maigne                        |                          | Docteur-médecin Maire de Cubjac, membre du Conseil d'État                                       |
| 1864    | 1871                      | Pierre Magne                                | Conservateur Monarchiste | Avocat Député (1843-1848, 1851 et 1871-1876) Sénateur (1852-1870) Ministre (entre 1851 et 1870) |
| 1871    | 1878 (décès)              | Alfred Magne (fils du précédent)            |                          | Trésorier-payeur général, chef de cabinet de Pierre Magne Propriétaire à Trélissac              |
| 1878    | 1892                      | Justin Meilhodon                            | Bonapartiste             | Propriétaire - Maire de Sorges (1884-1900) Député de la Dordogne (1889-1890)                    |
| 1892    | 1898                      | Édouard Laussinotte                         | Républicain              | Notaire à Cubjac                                                                                |
| 1898    | 1910                      | Napoléon Magne (petit-fils de Pierre Magne) | Nationaliste             | Ancien capitaine de cavalerie à Trélissac député (1898-1902)                                    |
| 1910    | 1918                      | Raoul Rousset                               | Républicain              | Avocat, ancien bâtonnier de l'Ordre Maire de Savignac-les-Églises                               |
| 1919    | 1934                      | Clément Cazaud                              | Rad. ind.                | Viticulteur Député (1928-1932) Maire de Sarliac-sur-l'Isle, conseiller d'arrondissement         |
| 1934    | 1935 (décès)              | Léonard Devaux                              | Rad.                     | Maire de Coulaures (1918-1935) , conseiller d'arrondissement                                    |
| 1935    | 1941 (démission d'office) | Sylvain Bordas                              | SFIO                     | Cultivateur Maire de Coulaures (1935-1940) Révoqué par le Gouvernement de Vichy                 |
|         |                           |                                             |                          |                                                                                                 |
| 1942    | 1945                      | Maurice Rossignol                           |                          | Maire de Cornille Nommé conseiller départemental en 1942                                        |
| 1945    | 1955                      | François Château                            | SFIO                     | Cultivateur Maire de Savignac-les-Églises, ancien conseiller d'arrondissement                   |
| 1955    | 1972 (décès)              | Maurice Lambert                             | SFIO                     | Agriculteur - Maire de Cubjac                                                                   |
| 1972    | 1988 (décès)              | Jean Rebière                                | PS                       | Maire du Change (1971-1988)                                                                     |
| 1988    | 1992                      | Ginette Rebière (épouse du précédent)       | DVG puis PS              | Professeur, Le Change                                                                           |
| 1992    | 1998                      | Georges Delbigot                            | DVD                      | Exploitant forestier Maire de Sarliac-sur-l'Isle (1995-2001)                                    |
| 1998    | 2015                      | Jean-Claude Pinault                         | PCF                      | Adjoint administratif Maire de Savignac-les-Églises (1995-2008)                                 |

### Conseillers d'arrondissement de 1833 à 1940
| Période                                  | Période      | Identité                 | Étiquette    | Qualité |
| ---------------------------------------- | ------------ | ------------------------ | ------------ | --- |
| Les données manquantes sont à compléter. |              |                          |              | |
| 1833                                     | 1834 (décès) | Pierre Brizon            |              | Juge de paix à Sorges                                                                                       |
| 1834                                     | 1848         | Auguste Brizon           |              | Avocat, maire de Sorges                                                                                     |
| 1848                                     |              | Jean Rousset             |              | Notaire, maire de Savignac                                                                                  |
|                                          |              |                          |              | |
| 1855                                     | 1864         | Pierre Benjamin Bosredon |              | Maire d'Antonne, juge de paix                                                                               |
|                                          |              |                          |              | |
| 1871                                     | 1877         | Jean-Baptiste Jarjavay   | Conservateur | Propriétaire à la Peytelie, Savignac                                                                        |
| 1877                                     | 1883         | M. Barailler             |              | |
| 1883                                     | 1889         | Jean Dagobert Carcauzon  | Républicain  | Agriculteur à Ligueux                                                                                       |
| 1889                                     | 1895         | Franck Lagorce           | Monarchiste  | |
| 1895                                     | 1901         | Paul-Louis Pradel        | Républicain  | Docteur en médecine, propriétaire à Sorges                                                                  |
| 1901                                     | 1907         | Marquis Robert de Malet  | Conservateur | Propriétaire, maire de Sorges                                                                               |
| 1907                                     | 1919         | Clément Cazaud           | Rad. ind.    | Viticulteur, maire de Sarliac-sur-l'Isle                                                                    |
| 1919                                     | 1928         | M. Buisson               |              | Propriétaire, producteur de noix à Sorges                                                                   |
| 1928                                     | 1931         | Pierre Lambert           | SFIO         | Propriétaire, maire de Cubjac de 1919 à 1943                                                                |
| 1931                                     | 1934         | Léonard Devaux           | Radical      | Maire de Coulaures                                                                                          |
| 1934                                     | 1940         | François Château         | SFIO         | Cultivateur, maire de Savignac-les-Églises                                                                  |
| 1940                                     |              |                          |              | Les conseils d'arrondissement ont été suspendus par la loi du 12 octobre 1940 et n'ont jamais été réactivés |

Sources : "Annuaires et calendriers 1789-1842 " sur le site des archives départementales de la Dordogne. https://archives.dordogne.fr/r/72/fonds-imprimes/annuaires-et-calendriers?arko_default_6076b1c79b335--ficheFocus=

## Composition
Au 1er janvier 2012, date du dernier recensement édité par l'Insee pour le canton de Savignac-les-Églises, celui-ci regroupait quatorze communes et comptait 9 612 habitants (population municipale).
| Communes                 | Population (2012) | Code postal | Code Insee |
| ------------------------ | ----------------- | ----------- | ---------- |
| Antonne-et-Trigonant     | 1 225             | 24420       | 24011      |
| Le Change                | 605               | 24640       | 24103      |
| Cornille                 | 668               | 24750       | 24135      |
| Coulaures                | 737               | 24420       | 24137      |
| Cubjac                   | 716               | 24640       | 24147      |
| Escoire                  | 448               | 24420       | 24162      |
| Ligueux                  | 279               | 24460       | 24239      |
| Mayac                    | 306               | 24420       | 24262      |
| Négrondes                | 835               | 24460       | 24308      |
| Saint-Pantaly-d'Ans      | 152               | 24640       | 24475      |
| Saint-Vincent-sur-l'Isle | 282               | 24420       | 24513      |
| Sarliac-sur-l'Isle       | 1 061             | 24420       | 24521      |
| Savignac-les-Églises     | 964               | 24420       | 24527      |
| Sorges                   | 1 334             | 24420       | 24540      |

## Démographie
| 2006  | 2007  | 2012  |
| ----- | ----- | ----- |
| 9 126 | 9 258 | 9 612 |